# Union académique internationale

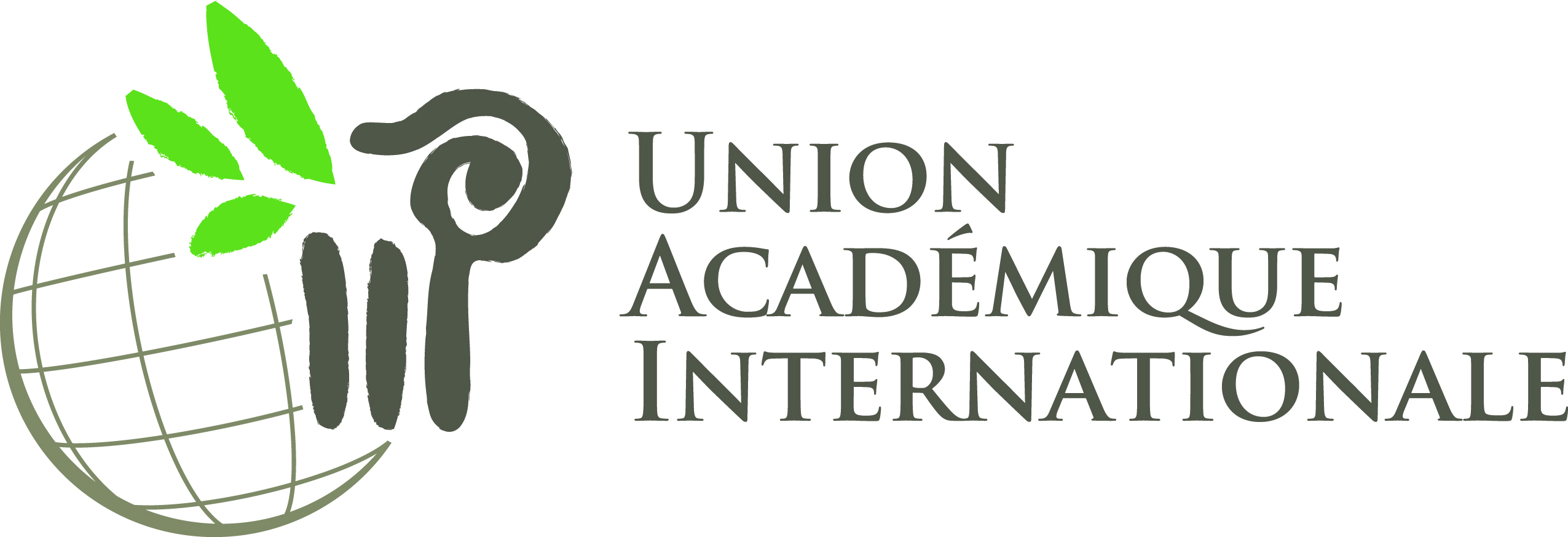
Logo

L'Union académique internationale (UAI – Unione accademica internazionale, in inglese IUA - International Union of Academies) è la più grande e antica e federazione accademica con carattere nazionale e scopi di cooperazione internazionale.
Sorta in Francia nel 1919, per iniziativa dell'Académie des inscriptions et belles-lettres, l'Unione ha sede in Belgio, dove è attualmente organizzata come associazione internazionale di  diritto belga, avente come fine il perseguimento dello studio e della conoscenza.
Secondo statuto, essa si prefigge lo scopo di incoraggiare «[...] la cooperazione per il progresso degli studi mediante ricerche e pubblicazioni collettive, nel quadro delle scienze coltivate dalle accademie e dalle istituzioni scientifiche partecipanti: scienze filologiche, archeologiche, storiche, morali, politiche e sociali.
Ne fanno parte centinaia di organizzazioni membri, provenienti da 39 diversi paesi tra cui l'italiana UAN-Unione accademica nazionale.

## Storia
L'iniziativa dell'Académie des inscriptions et belles-lettres si concretizzò nel 1919 in due assemblee parigine: nella prima, tenutasi in maggio, furono elaborate le bozze statutarie; nella successiva, tenutasi il 15-18 ottobre, le bozze furono oggetto di revisione per poi confluire nell'approvazione dello statuto.
La prima assemblea operativa si tenne l'anno dopo a Bruxelles, dal 26 al 28 maggio 1920: in quell'occasione fu eletto alla prima presidenza lo storico medievista Henri Pirenne mentre la sede dell'Unione fu fissata presso l'Académie royale des sciences, des lettres et des beaux-arts de Belgique.

## Unione accademica nazionale
L'Unione accademica nazionale (UAN) è un ente dotato di personalità giuridica di diritto pubblico, sottoposto alla vigilanza del Ministero per i Beni e le Attività Culturali che, come da statuto, partecipa all'attività dell'Unione accademica internazionale,  offrendo «la collaborazione italiana - anche attraverso un coordinamento di varie attività accademiche - alle ricerche e pubblicazioni promosse dall'Union académique internationale (UAI), nell'ordine delle scienze filologiche, archeologiche, storiche, morali, politiche e sociali, in conformità agli statuti della predetta U.A.I.» (art. 1 dello Statuto dell'UAN; R. D. 11 settembre 1924; art. 2, L. 8 giugno 1949, n. 428).
L'UAN fu fondata nel 1923 con regio decreto 18 novembre 1923, n. 2895, lo stesso che sancì l'istituzione del Consiglio nazionale delle ricerche. Fu soppressa nel 1938 e ricostituita solo dopo la fine della guerra, nel 1949.
L'UAN consocia varie accademie e istituti culturali, come l'Accademia Nazionale dei Lincei, l'Accademia delle scienze di Torino, l'Accademia toscana di scienze e lettere La Colombaria di Firenze, l'Accademia della Crusca,l'Accademia Pontaniana di Napoli, ecc.